# Syzygium keysseri
Syzygium keysseri là một loài thực vật có hoa trong Họ Đào kim nương. Loài này được (Schltr. ex Diels) Merr. & L.M.Perry miêu tả khoa học đầu tiên năm 1942.